# Vítor Ribeiro
Pour les articles homonymes, voir Ribeiro.
Vítor « Shaolin » Ribeiro, né le 24 avril 1979 au Brésil, est un expert en Jiu-Jitsu brésilien et un combattant professionnel avec un palmarès de 18-01-00 en combat libre.
Ribeiro est un grappleur expérimenté.
Il a remporté à 4 reprises les mondiaux CBJJ (Brazilian Jiu-Jitsu World Championship), une première fois en tant que ceinture violette en 1996, puis 3 fois en tant que ceinture noire, trois années consécutives en 1999, 2000, et 2001. Il a également participé à l'ADCC World Championship en 2000 et 2003.
« Shaolin » est considéré comme l'un des meilleurs poids légers en combat libre. Il a combattu dans des organisations très diverses telles que le Shooto et le K-1 HERO'S au Japon, le Shooto et le Rumble on the Rock à Hawaï, et le Cage Rage en Angleterre.
Il a remporté le titre en poids welter du Shooto ainsi que le titre en poids léger du Cage Rage.

## Palmarès MMA
| 18 victoires (1 (T)KOs, 11 soumissions, 6 décisions), 1 défaite (1 (T)KOs), 0 égalité. |                  |                                           |                                         |            |       |       |
| Résultat                                                                               | Adversaire       | Méthode                                   | Nom de l'évènement                      | Date       | Round | Temps |
| Win                                                                                    | Ryuki Ueyama     | Submission (Triangle/Armbar)              | K-1-Hero's 8                            | 3/12/2007  | 1     | 1:48  |
| Win                                                                                    | Daisuke Nakamura | Technical Submission                      | CR 19-Fearless                          | 12/9/2006  | 1     | 3:55  |
| Win                                                                                    | Abdul Mohamed    | Submission (Kimura)                       | CR 18-Battleground                      | 9/30/2006  | 1     | 4:27  |
| Win                                                                                    | Chris Brennan    | Verbal Submission (Swollen Eye)           | GFC-Team Gracie vs Team Hammer House    | 3/3/2006   | 2     | 3:25  |
| Win                                                                                    | Eiji Mitsuoka    | Decision (Unanimous)                      | MARS-MARS                               | 2/4/2006   | 3     | 5:00  |
| Win                                                                                    | Jean Silva       | Submission (Arm Triangle Choke)           | CR 13-No Fear                           | 9/10/2005  | 2     | 4:18  |
| Win                                                                                    | Gerald Strebendt | Submission (Guillotine Choke)             | CR 12-The Real Deal                     | 7/2/2005   | 1     | 1:13  |
| Win                                                                                    | Tetsuji Kato     | Submission (Arm Triangle Choke)           | ROTR 7-Rumble On The Rock 7             | 5/7/2005   | 3     | 2:32  |
| Loss                                                                                   | Tatsuya Kawajiri | TKO (Punches)                             | Shooto 2004-Year-End Show               | 12/14/2004 | 2     | 3:11  |
| Win                                                                                    | Mitsuhiro Ishida | Decision                                  | Shooto Hawaii-Soljah Fight Night        | 7/9/2004   | 3     | 5:00  |
| Win                                                                                    | Joachim Hansen   | Submission (Arm Triangle Choke)           | Shooto 2003-Year-End Show               | 12/14/2003 | 2     | 2:37  |
| Win                                                                                    | Ivan Menjivar    | Decision (Unanimous)                      | AFC 4-Absolute Fighting Championships 4 | 7/19/2003  | 3     | 5:00  |
| Win                                                                                    | Ryan Bow         | Decision (Unanimous)                      | Shooto 2003-5/4 in Korakuen Hall        | 5/4/2003   | 3     | 5:00  |
| Win                                                                                    | Tatsuya Kawajiri | Decision (Unanimous)                      | Shooto-2002 Year-End Show               | 12/14/2002 | 3     | 5:00  |
| Win                                                                                    | Eddie Yagin      | Technical Submission (Choke)              | WFA 3-Level 3                           | 11/23/2002 | 2     | 2:23  |
| Win                                                                                    | Hiroshi Tsuruya  | Decision (Unanimous)                      | Shooto-Treasure Hunt 10                 | 9/16/2002  | 3     | 5:00  |
| Win                                                                                    | Joe Hurley       | Technical Submission (Arm Triangle Choke) | WFA 2-Level 2                           | 7/5/2002   | 2     | 1:19  |
| Win                                                                                    | Takumi Nakayama  | Submission (Arm Triangle Choke)           | HOOKnSHOOT-Relentless                   | 5/25/2002  | 1     | 0:51  |
| Win                                                                                    | Charlie Kohler   | TKO (Cut)                                 | WFA 1-World Fighting Alliance 1         | 11/3/2001  | 1     | 3:50  |